# Stypommisa spilota
Stypommisa spilota är en tvåvingeart som beskrevs av David Fairchild och Wilkerson 1986. Stypommisa spilota ingår i släktet Stypommisa och familjen bromsar.
Artens utbredningsområde är Peru. Inga underarter finns listade i Catalogue of Life.